# میشل سالس
میشل سالس (فرانسوی: Michel Salesse‎؛ زادهٔ ۳ ژانویهٔ ۱۹۵۵) شمشیرباز اهل فرانسه است.
وی در مسابقات کشوری و بین‌المللی در مجموع برندهٔ ۱ مدال طلا، ۱ مدال نقره شده‌است.